# 아톰급 (종합격투기)
아톰급(Atomweight)은 단체에 따라 다양한 체중을 가리킨다:
- 로드 FC의 아톰급은 48 kg (105.8 lb) 이하의 체급이다.
- 딥 쥬얼스의 아톰급은 48 kg (105.8 lb) 이하의 체급이다.
- 인빅타 FC의 아톰급은 44 ~ 48 kg (96 ~ 105 lbs)의 체급이다.
- 원 챔피언십의 아톰급은 50 kg (110.2 lb) 이하의 체급이다.

## 설명
여성 종합격투기에서만 사용되는 체급이며 종합격투기 체급 중 가장 낮은 체급이다. 일반적으로 48 kg (105 lb) 이하의 체급을 말한다. 네바다주체육위원회의 종합격투기 통합 규칙을 따르는 UFC에서는 규정하고 있지 않으며 로드 FC, 인빅타 FC, 딥 쥬얼스 등의 종합격투기 단체에서 자체적으로 아톰급을 사용하고 있다.

## 프로페셔널 챔피언

### 현 챔피언
이 표는 항상 최신이 아니다. 마지막 업데이트 날짜는 2018년 1월 17일이다.
| 단체        | 벨트 획득일     | 챔피언          | 기록            | 방어 횟수 |
| ----------- | --------------- | --------------- | --------------- | --------- |
| 로드 FC     | 2017년 6월 10일 | 함서희          | 18-8 (3KO 4SUB) | 1         |
| 딥 쥬얼스   | 2017년 2월 27일 | 구로베 미나     | 10-2 (1KO 3SUB) | 0         |
| 인빅타 FC   | 2015년 7월 9일  | 하마사키 아야카 | 14-2 (3KO 5SUB) | 2         |
| 원 챔피언십 | 2016년 5월 7일  | 안젤라 리       | 8-0 (7SUB)      | 2         |

## 같이 보기
- 종합격투기의 체급